# حمیدرضا کمالی
حمیدرضا کمالی فرد (درگذشته ۱ اردیبهشت ۱۳۹۴) راننده کرجی (زاده تربت حیدریه)، عضو تیم ملی اتومبیلرانی و قهرمان کلاس آزاد اتومبیلرانی ایران در سال ۱۳۹۳ بود
وی در رشته اتومبیلرانی موفق به کسب مقام قهرمانی استان البرز، تهران و ایران شده بود. او همچنین قهرمان سرعت دریفت، مسابقات حرکات نمایشی با اتومبیل، در تهران و استان البرز هم شده بود.

## مرگ
وی بامداد روز سه‌شنبه اول اردیبهشت ۱۳۹۴ (۲۱ آوریل ۲۰۱۵) در اثر تصادف در بزرگراه همت تهران درگذشت. در این حادثه دو سرنشین دیگر جان باختند و یک نفر نیز مجروح شد. خودرو بی‌ام‌و وی پس از برخورد با گاردریل کنار بزرگراه همت از مسیرش منحرف و سپس با یک دستگاه خودروی پژو پارس برخورد کرد. در اثر این تصادف دو تن از سرنشینان از خودرو به بیرون پرتاب شده و حتی یکی از آنان از روی پل بزرگراه به بزرگراه یادگار امام پرت شده، که از پائین بزرگراه همت می‌گذرد. پیکر وی از پیست ورزشگاه آزادی تشیع و در امامزاده طاهر کرج به خاک سپرده شد.